# Brothers Five

Brothers Five est un film hongkongais réalisé par Lo Wei, sorti en 1970. 
Le film se classe à la troisième position dans le classement des recettes des films hongkongais de 1970.

## Histoire
Cinq frères séparés à la mort de leur père et élevés dans des environnements différents cherchent à se venger de l'assassin de ce dernier, devenu le chef d'une bande de brigands basée au manoir du Dragon Volant. Alors qu'il échouent dans leurs tentatives individuelles, une redoutable épéiste à chapeau, mademoiselle Yan, leur vient en aide.

## Fiche technique
- Titre original anglais : Brothers Five'
- Réalisation : Lo Wei
- Scénario : Yi Kuang, Lo Wei
- Société de production : Shaw Brothers
- Direction des combats : Simon Chui Yee-Ang, Sammo Hung
- Pays d'origine :  Hong Kong
- Langue originale : mandarin
- Format : Couleurs - 2,35:1 - Mono - 35 mm
- Durée:
- Genre : wuxia pian
- Dates de sortie : 1970

## Distribution
- Cheng Pei-pei : mademoiselle Yan
- Chin Han : un frère Gao, forgeron
- Chang I : un frère Gao, lettré
- Kao Yuan : Gao Yong, chef d'une agence de convoi de fonds
- Yueh Hua : un frère Gao
- Lo Lieh : un frère Gao
- Tien Feng
- Ku Feng
- Sammo Hung : un agent de sécurité employé de Gao Yong
- Tsang Choh-lam : un serveur